# Tignieu-Jameyzieu
Tignieu-Jameyzieu település Franciaországban, Isère megyében. Lakosainak száma 7944 fő (2022. január 1.). Tignieu-Jameyzieu Chamagnieu, Charvieu-Chavagneux, Chavanoz, Pont-de-Chéruy, Saint-Romain-de-Jalionas, Villemoirieu és Colombier-Saugnieu községekkel határos.

## Népesség
A település népessége az elmúlt években az alábbi módon változott:
| Lakosok száma | 2454 | 3666 | 4616 | 5373 | 6559 | 6948 | 7249 | 7555 | 7685 | 7944 |
|               | 1968 | 1982 | 1990 | 2006 | 2013 | 2015 | 2017 | 2019 | 2020 | 2022 |